# 5353 Baillié
5353 Baillié eller 1989 YT är en asteroid i huvudbältet som upptäcktes den 20 december 1989 av den japanska astronomen Yoshiaki Oshima vid Gekko-observatoriet. Den är uppkallad efter den franska astronomen Kevin Baillié.